# Роджерс и Харт
Ро́джерс и Харт (англ. Rodgers & Hart) — творческий тандем композитора Ричарда Роджерса (1902—1979) и поэта-песенника Лоренца Харта (1895—1943). С 1919 по 1943 год (когда умер Харт) они вместе создали 28 мюзиклов и более 500 песен.

## История
Ричард Роджерс и Лоренц Харт познакомились в 1919 году, когда оба учились в Колумбийском университете и их попросили написать любительский клубный спектакль. В 1925 году, после нескольких лет совместного творчества, с мюзиклом «The Garrick Gaieties» к ним пришёл первый успех на Бродвее. Песня «Manhattan» из него стала их первым хитом. Потом последовала серия успешных мюзиклов и кинофильмов. Роджерс и Харт быстро стали одними из самых популярных авторов песен в США. Всего с 1925 по 1931 годы они написали музыку к 15 поставленным на Бродвее спектаклям. В начале 1930-х годов они переехали в Голливуд, где писали музыку к кинофильмам (например, их перу принадлежат такие известные песни, как «Isn’t It Romantic?» и «Lover»). В 1935 году Роджерс и Харт вернулись на Бродвей с мюзиклом продюсера Билли Роуза «Jumbo». С 1935 по 1943 год (когда умер Харт) они произвели на свет вереницу бродвейских мюзиклов, большинство из которых пользовались успехом.
К началу 1940-х годов Харт, имевший проблемы с алкоголем, сильно угас как физически (проблемы со здоровьем), так и морально (депрессия). В 1942 году Роджерс начал работать с поэтом-песенником и либреттистом Оскаром Хаммерстайном II (которого тогда, после серии провалов его мюзиклов, уже многие списали со счетов). Но официальным их партнёрство стало только в 1943 году, после смерти Харта.
По многим мюзиклам Роджерса и Харта конца 1930-х годов были поставлены кинофильмы (как, например, «On Your Toes» (1936) и «Babes in Arms» (1937)), хотя партитура при этом обычно претерпевала изменения. Либретто мюзикла «Pal Joey», считающегося «шедевром» этого творческого тандема, было написано регулярным автором еженедельника «The New Yorker» писателем Джоном О’Харой. Для этой постановки О’Хара адаптировал свой собственные короткие рассказы про мерзавца главного героя. Персонаж был изображён таким негодяем, что критик Брукс Аткинсон в своей рецензии на постановку задал знаменитый вопрос «Сделано-то мастерски, но как набрать из грязного колодца сладкой воды?» К 1952 году, когда этот мюзикл был вновь поставлен на Бродвее, аудитория (в значительной мере благодаря тому, что к тому времени Роджерс имел огромный успех в тандеме с Оскаром Хаммерстайном II) уже научилась подобное мрачное произведение принимать. Новая постановка не сходила со сцены значительно дольше, чем первая, и на этот раз воспринималась критиками как классика. Аткинсон в своей рецензии на новую постановку написал, что она «подкрепила [его] доверие театральному профессионализму».

## Работы
См. «Rodgers and Hart § Stage and film productions» в англ. разделе.